# Koefnoen (begrip)
Koefnoen met de klemtoon op de laatste lettergreep is een van oorsprong Nederlands-Jiddisch begrip. Het betekent "gratis, voor niks, kosteloos" en is formeel als bijvoeglijk naamwoord in de Nederlandse taal opgenomen. Het wordt echter ook wel gebruikt als zelfstandig naamwoord en betekent dan zoveel als "het ontbreken van enige tegenprestatie."
Koefnoen is een uniek Nederlands-Jiddisch woord, in tegenstelling tot veel andere Nederlands-Jiddische woorden die wel anderstalige varianten hebben.

## Etymologie
Er zijn minstens twee theorieën over de herkomst van het begrip. De eerste is dat het woord gaat terug op koef (Hebreeuws voor de letter ‘K’, ק) en noen (Hebreeuws voor de letter ‘N’, נ). De twee letters staan voor kost niks, of op zijn Jiddisch: kost nisjt.
Een tweede is dat het zijn oorsprong vindt in een Rabbijnse uitdrukking: "een insect koosjer verklaren om koef-noen [150] redenen." De betekenis hiervan zou duiden op het proberen te vinden van eindeloze rationalisaties voor iets, dat wil zeggen, een vrijkaartje ergens voor geven. Hierbij zouden de koef en de noen overeenkomen met het getal 100 en 50 in het Hebreeuwse tallenstelsel die samen het getal 150 maken.

## Geschiedenis en gebruik
Vooral in de veehandel, die tot de Tweede Wereldoorlog door Joden werd gedomineerd, was de term populair. Wie te laag bood, kon te horen krijgen: "Jij wilt het zeker voor koefnoen hebben". De term wordt in de veehandel nog altijd gebruikt.
Het begrip is later vooral bekend geworden door het cabareteske televisieprogramma Koefnoen, dat naar de uitdrukking is vernoemd.

## Varianten en afgeleiden
- Het verkleinwoord koefnoentje betekent gratis entree of vrijkaartje. Het was oorspronkelijk vooral schertsend bedoeld en is qua betekenis vergelijkbaar met het Nederlandse spreekwoord Voor een dubbeltje op de eerste rang willen zitten.[5]